# Wiesmann MF30/MF 3
Wiesmann MF30/MF 3 — спортивні автомобілі німецької компанії Wiesmann Auto-Sport. Wiesmann MF30 був першою моделлю компанії, а Wiesmann MF3 — моделлю з потужнішим мотором. Дизайн авто повторював класичне компонування моделей з кузовом родстер.
Вартість машин починалась від 91.000 євро і перевищувала вартість відповідної моделі BMW Z3 і BMW Z4, з яких було запозичено двигун.

## Історія

### Wiesmann MF30
Wiesmann MF30 став першою серійною двомісною моделлю компанії Wiesmann, що отримала класичний кузов типу родстер з м'яким дахом. Шасі моделі складається з алюмінієвої рами, обшитого оцинкованими стальними листами і корпусу з композитних матеріалів, посиленого скловолокном. На модель встановили рядний мотор R6 BMW M54 об'ємом 2979 см³ потужністю 231 к.с. (170 кВт), 5-ступеневу коробку передач чи 6-ступеневу секвентальну (SMG II). Підвіска типу МакФерсон. Салон оздоблено шкірою. При вазі 1080 кг модель розвивала швидкість 230 км/год і прискорення 0-100 км/год за 5,9 секунд.
Витрата палива на 100 км: 12,8 л у місті, 6,9 л на шосе, 9,1 л змішаний цикл.

### Wiesmann MF3

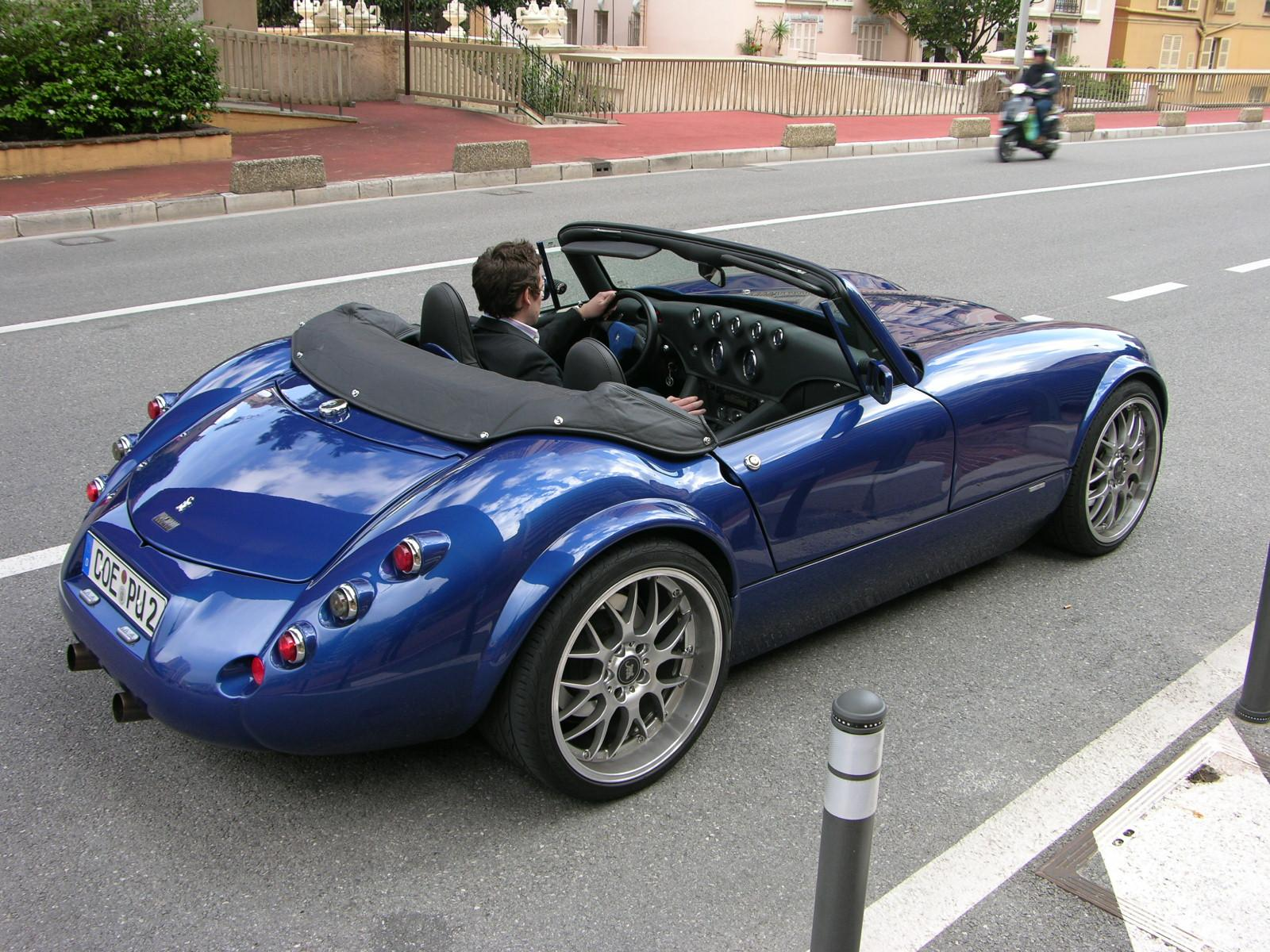
Wiesmann MF3

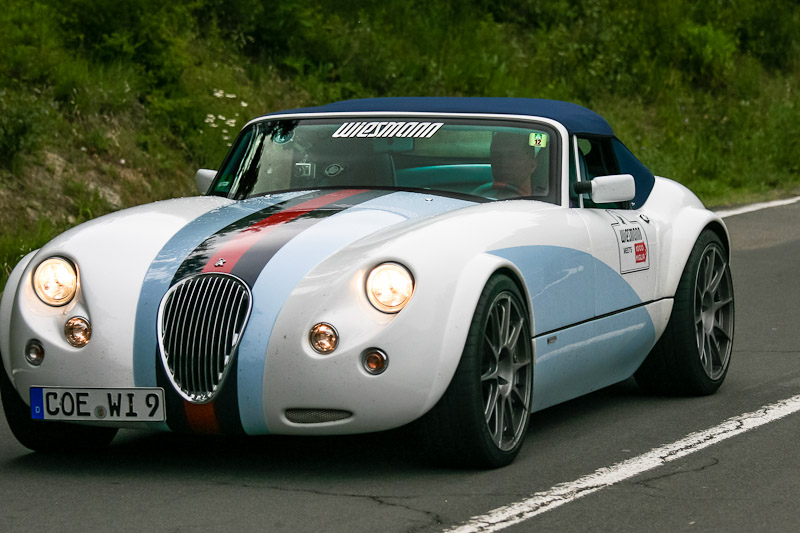
Wiesmann MF3 на 1000 Mille Miglia. 2012

Модель Wiesmann MF3 спроектували на базі шасі моделі Wiesmann MF30 з встановленням потужнішого рядного мотора BMW S54 з моделі BMW Z3 і BMW M3. Це призвело до збільшення ваги авто на 100 кг. При об'ємі 3246 см³ мотор розвивав потужність 343 к.с. (252 кВт). Модель розвивала швидкість 255 км/год і 0-100 км/год за 4,9 секунди. На моделі встановлювали 5-ступеневі та 6-ступеневі коробки передач. Підвіска типу МакФерсон.
Витрата палива на 100 км: 17,8 л у місті, 8,4 л на шосе, 11,1 л у змішаному циклі.